# Duncan Mountains
Le Duncan Mountains sono un gruppo di aspri rilievi pedemontani antartici, che si estendono per circa 33 km lungo la costa alla testa della Barriera di Ross, dalla bocca del Ghiacciaio Liv fino alla bocca del Ghiacciaio Strom, nei Monti della Regina Maud, in Antartide.
I monti furono avvistati per la prima volta nel novembre 1929 nel corso della prima spedizione antartica (1928-30) dell'esploratore polare statunitense Byrd.
La denominazione è stata assegnata in onore di James Duncan, manager della Tapley Ltd con sede a Dunedin, in Nuova Zelanda, responsabile della logistica della spedizione Byrd.